# Lijst van oorlogsmonumenten in Sittard-Geleen
De Nederlandse gemeente Sittard-Geleen heeft 14 oorlogsmonumenten. Hieronder een overzicht.
| Nr.  | Object                                              | Herdachte groep                                                                                              | Ontwerper                                                                      | Onthulling        | Type               | Locatie                       | Plaats         | Coördinaten                   | Foto                            |
| ---- | --------------------------------------------------- | --- | ------------------------------------------------------------------------------ | ----------------- | ------------------ | ----------------------------- | -------------- | ----------------------------- | ------------------------------- |
| 25   | Monument voor Nederlandse Militairen                | militairen in dienst van het Ned. Kon. 1940-1945                                                             | René Vencken                                                                   | 10 mei 1992       | gedenksteen        | Brugstraat, 6125 RC           | Obbicht        | 51° 1' 37" NB, 5° 46' 55" OL  |                                 |
| 698  | Mariniersmonument                                   | militairen in dienst van het Ned. Kon. na 1945                                                               | Ir. P. Sigmond (ontwerp), Jos Hermans (beeld), Firma Sillen & Co. (uitvoering) | 26 november 1966  | beeld/sculptuur    | Charles Beltjenslaan, 6132 AD | Sittard        | 50° 59' 25" NB, 5° 52' 15" OL |                                 |
| 769  | Oorlogsmonument                                     | militairen in dienst van het Ned. Kon. 1940-1945, burgerslachtoffers, verzet Nederland                       | Jean Weerts (beeld), Eugène Quanjel (voetstuk)                                 | 29 augustus 1948  | beeld/sculptuur    | Bloemenmarkt 5, 6163 CE       | Geleen         | 50° 59' 7" NB, 5° 48' 51" OL  | Oorlogsmonument                 |
| 931  | Oorlogsmonument                                     | algemeen, burgerslachtoffers                                                                                 | Charles Tangelder                                                              | 4 mei 1957        | beeld/sculptuur    | Markt, 6131 EK                | Sittard        | 50° 58' 13" NB, 5° 49' 40" OL | Meer afbeeldingen               |
| 2264 | Plaquette in het NS-station (1)                     | burgerslachtoffers                                                                                           | Ir. H.G.J. Schelling (ontwerp), H.J. Winkelman (uitvoering)                    | 6 april 1948      | plaquette          | Stationsplein                 | Sittard        | 50° 59' 54" NB, 5° 51' 46" OL | Plaquette in het NS-station (1) |
| 2265 | Joods monument                                      | vervolgden Nederland                                                                                         | firma Victor Laudy                                                             | 30 januari 1949   | gedenksteen        | Dominicanenwal, 6131 HD       | Sittard        | 50° 59' 60" NB, 5° 52' 18" OL |                                 |
| 2353 | Plaquette in het NS-station (2)                     | burgerslachtoffers                                                                                           | Ir. H.G.J. Schelling (ontwerp), H.J. Winkelman (uitvoering)                    | 6 april 1948      | plaquette          | Stationsplein                 | Sittard        | 50° 59' 54" NB, 5° 51' 46" OL | Plaquette in het NS-station (2) |
| 2634 | Hell on Wheels                                      | geallieerde militairen                                                                                       | Gerard Boumans (28 januari 1927- 27 december 2011)                             | 18 september 2004 | beeld/sculptuur    | Van Banninglaan, 6166 GM      | Geleen         | 50° 58' 29" NB, 5° 50' 34" OL |                                 |
| 2700 | Herdenkingsplaquettes oorlogsslachtoffers 1940-1945 | militairen in dienst van het Ned. Kon. 1940-1945, burgerslachtoffers, vervolgden Nederland, verzet Nederland |                                                                                | 4 mei 2001        | plaquettes         | Lahrstraat 1, 5137 AD         | Sittard        | 50° 59' 44" NB, 5° 52' 48" OL |                                 |
| 2750 | De Aafgebrende Gaaskaetel                           | algemeen | Jo Ramakers                                                                    | 1 september 2003  | beeld/sculptuur    | Molenstraat, 6161 CT          | Geleen         | 51° 1' 51" NB, 5° 48' 50" OL  |                                 |
| 3404 | Monument voor zuster Aloysia                        | vervolgden Nederland                                                                                         | Jos Hermans                                                                    | 28 juni 2006      | Kruis              | Geenstraat, 6162              | Geleen         | 50° 58' 33" NB, 5° 49' 49" OL | Monument voor zuster Aloysia    |
| 3567 | Monument bij de sluis                               | militairen in dienst van het Ned. Kon. 1940-1945                                                             |                                                                                | 19 september 2005 | zuil               | Obbichterweg 10, 6121 RT      | Born           | 51° 1' 49" NB, 5° 47' 35" OL  |                                 |
| 3678 | Gedenksteen voor de Joodse familie Claessens        | burgerslachtoffers, vervolgden Nederland                                                                     | René Vencken                                                                   | 25 augustus 1995  | gedenksteen        | Langs de Beek, 6125           | Obbicht        | 51° 1' 38" NB, 5° 46' 43" OL  |                                 |
| 3684 | Monument voor de familie Croonenberg en Steinberg   | vervolgden Nederland                                                                                         |                                                                                | 1995              | gedenksteen        | Weidestraat, 6127             | Grevenbicht    | 51° 2' 28" NB, 5° 46' 15" OL  |                                 |
| 4107 | Sittard War Cemetery                                | geallieerde militairen                                                                                       |                                                                                | november 1944     | begraafplaats/Graf | Kromstraat 6133               | Sittard        | 50° 59' 22" NB, 5° 51' 17" OL | Meer afbeeldingen               |
|      | Gedenkteken in de Schipperskerk                     | verzet Nederland                                                                                             | Varpu Tikanoja                                                                 | 1957              | glas-in-loodramen  |                               | Schipperskerk  |                               |                                 |
|      | Stolpersteine                                       | vervolgden Nederland                                                                                         | Gunter Demnig                                                                  |                   | reliëf             |                               | Sittard-Geleen |                               |                                 |

Beek ·
Beekdaelen ·
Beesel ·
Bergen ·
Brunssum ·
Echt-Susteren ·
Eijsden-Margraten ·
Gennep ·
Gulpen-Wittem ·
Heerlen ·
Horst aan de Maas ·
Kerkrade ·
Landgraaf ·
Leudal ·
Maasgouw ·
Maastricht ·
Meerssen ·
Mook en Middelaar ·
Nederweert ·
Peel en Maas ·
Roerdalen ·
Roermond ·
Simpelveld ·
Sittard-Geleen ·
Stein ·
Vaals ·
Valkenburg aan de Geul ·
Venlo ·
Venray ·
Voerendaal ·
Weert